# Marie McCray
Marie McCray (Indianápolis, Indiana; 21 de mayo de 1985) es una actriz pornográfica estadounidense.

## Biografía
Marie McCray, nombre artístico de Deanna Gwilliams, nació en mayo de 1985 en Indianápolis, Indiana. Antes de entrar en la industria del cine para adultos, trabajó como estríper, camgirl y modelo erótica, y estudió Contabilidad en la Indiana University – Purdue University Indianapolis (IUPUI).
Debutó como actriz porno con 22 años en 2007 en la película Angel Face, donde trabajó con Eva Angelina, Dakoda Brookes, Jada Fire, Evan Stone y Jenny Hendrix, y por la que fue nominada en los Premios AVN de 2009 a la Mejor actriz.
Como actriz, ha trabajado para estudios como Filly Films, Evil Angel, Adam & Eve, Naughty America, Bluebird Films, Elegant Angel, Kick Ass, Wicked Pictures, Girlfriends Films, SexArt, New Sensations o la productora francesa Marc Dorcel Fantasies. También ha aparecido como modelo en diversas publicaciones como Twistys o Hustler.
En 2010 entró en el puesto 39.º de la lista publicada por Complex de Las 50 pelirrojas más calientes de todos los tiempos.
En 2014, McCray consiguió ganar el Premio XBIZ a la Mejor actriz en película de sexo en pareja por la película Truth Be Told.
Ha rodado más de 660 películas como actriz.
Algunas películas de su filmografía son 4Ever, Barefoot Confidential 55, Couples Seeking Teens 4, Cuties 2, Double Vision 3, Filthy Family, I Have A Wife 14, Kissing Girls, Mother Superior 2, Pink's Anatomy, o Red Hot Lesbians.

## Premios y nominaciones
| Año  | Ceremonia    | Resultado | Premio                                                 | Trabajo                        |
| ---- | ------------ | --------- | ------------------------------------------------------ | ------------------------------ |
| 2009 | Premios AVN  | Nominada  | Mejor actriz                                           | Angel Face                     |
| 2011 | Premios AVN  | Nominada  | Mejor escena escandalosa de sexo                       | Rocco's Bitch Party 2          |
| 2012 | Premios AVN  | Nominada  | Mejor escena de sexo en grupo                          | Orgy: The XXX Championship     |
| 2013 | Premios AVN  | Nominada  | Mejor escena de masturbación                           | Revenge of the Petites         |
| 2013 | Premios XBIZ | Nominada  | Mejor actriz protagonista                              | Revenge of the Petites         |
| 2014 | Premios XBIZ | Ganadora  | Mejor actriz en película de sexo en pareja             | Truth Be Told                  |
| 2014 | Premios XBIZ | Nominada  | Mejor escena de sexo en película de parejas o temática | Truth Be Told                  |
| 2015 | Premios AVN  | Nominada  | Mejor escena escandalosa de sexo                       | This Ain't Game of Thrones XXX |
| 2015 | Premios XBIZ | Nominada  | Mejor escena de sexo en película de parejas o temática | These Things We Do             |
| 2017 | Premios AVN  | Nominada  | Mejor escena de sexo en realidad virtual               | 3 Horny Girls                  |